# Krait (CPU)
Krait是高通設計的ARMv7相容中央處理單元，使用於驍龍S4及驍龍400/600/800/801/805系列系統晶片（SoC）上，於2012年發表並接替舊有的Scorpion處理器核心，大致的效能相當於ARM Cortex-A9至Cortex-A15的水準，但並不適用於big.LITTLE結構。

## 概觀
- 11級、帶三路解碼的整數流水線，四路帶預測執行的超純量亂序執行
- 指令管線化的VFPv4[2]，128位元寬度的NEON SIMD單元
- 7個執行端口
- 4 KB資料 + 4 KB指令直接映射快取（L0 cache）
- 16 KB資料 + 16 KB指令，4路組合的一級快取
- 1 MB（雙CPU核心）或 2 MB（四CPU核心），8路組合的二級快取
- 雙CPU核心或 4 CPU核心配置
- 效能（DMIPS/MHz）：
  - Krait 200: 3.3 （28奈米LP製程）
  - Krait 300: 3.39[3]（28奈米LP製程）
  - Krait 400: 3.39（28奈米HPm製程）
  - Krait 450: 3.51（28奈米HPm製程）
- 驍龍S4及驍龍400使用Krait 200核心，驍龍600以及部份驍龍S4 Pro （APQ8064 1AA）使用Krait 300核心，驍龍800/801使用Krait 400核心，Krait 450則用於驍龍805 SoC上